# Safe (deutsche Fernsehserie)
Safe ist eine deutsche Fernsehserie von Autorin Caroline Link. Die in Berlin spielende Miniserie wurde erstmals am 8. November 2022 auf ZDFneo ausgestrahlt.

## Handlung
Tom und Katinka betreiben in Berlin eine gemeinsame Kinder- und Jugendpsychotherapiepraxis in einem Haus mit Garten.
Die Serie begleitet in 8 Episoden die Therapiesitzungen von vier verschiedenen jungen Protagonisten (wobei in jeder Episode abwechselnd zwei der jungen Patienten auftreten):
- Ronja, 6 Jahre, Diagnose F91 Störung des Sozialverhaltens, F 93 Emotionale Störung des Kindesalters
- Sam, 15/16 Jahre, Diagnose F91.2 Störung des Sozialverhaltens bei vorhandenen sozialen Bindungen
- Nellie, 15 Jahre, Diagnose F41.0 Panikstörung
- Jonas, 8 Jahre, Diagnose F43.21/22 Anpassungsstörung mit Depressionsreaktion nach Belastungssituation

Jede Therapiesitzung wird durch Einblendung von Name und Diagnose sowie Nummer und Datum und Uhrzeit der Therapiestunde eingeleitet.
Vor allem mit den ganz jungen Patienten wird eine sogenannte personenzentrierte, nicht-direktive Spieltherapie nach Virginia Axline durchgeführt.
Teilweise finden auch Gespräche mit den jeweiligen Elternteilen statt. Unterstützt werden Tom und Katinka durch Therapiehund Casanova.
Tom hat außerhalb der Therapiestunden vor allem mit seiner 15-jährigen Tochter Hanna zu kämpfen, die während der Serie von der getrennt lebenden Mutter zu ihm nach Berlin zieht. Währenddessen steht Katinka in regelmäßigem Austausch mit ihrem Vater Robert, der ebenfalls Psychotherapeut war, und hat Probleme in einer Beziehung mit dem verheirateten Michael.

## Besetzung
Hauptbesetzung
| Rolle           | Schauspieler         | Bemerkungen                                         | Episoden   |
| --------------- | -------------------- | --------------------------------------------------- | ---------- |
| Katinka         | Judith Bohle         | Therapeutin, Tochter von Robert, Affäre von Michael | 1–8        |
| Tom             | Carlo Ljubek         | Therapeut, Vater von Hanna, Besitzer von Casanova   | 1–8        |
| Ronja Reiminger | Lotte Shirin Keiling | Patientin                                           | 1, 3, 7    |
| Sam(uel)        | Valentin Oppermann   | Patient                                             | 1, 3, 5, 7 |
| Jonas Seiler    | Jonte Blankenberg    | Patient                                             | 2, 4, 6, 8 |
| Nellie          | Carla Hüttermann     | Patientin                                           | 2, 4, 6, 8 |

Nebenbesetzung
| Rolle              | Schauspieler      | Bemerkungen           | Episoden   |
| ------------------ | ----------------- | --------------------- | ---------- |
| Michael            | Christian Erdmann | Katinkas Affäre       | 1, 2, 4, 6 |
| Claudia            | Christina Große   | Sams Pflegemutter     | 1          |
| Robert             | Matthias Habich   | Katinkas Vater        | 1, 4       |
| Hanni              | Alexandra Finder  | Jonas’ Mutter         | 2          |
| Rolf               | Paul Herwig       | Jonas‘ Vater          | 2          |
| Dorothee           | Corinna Kirchhoff | Supervisorin          | 3          |
| Hanna              | Ella Lee          | Toms Tochter          | 5–8        |
| Matthias Reiminger | Sönke Möhring     | Ronjas Vater          | 5          |
| Laura              | Lisa Marie Becker | Ronjas Mutter         | 7          |
| Andi               | August Vogel      | Ronjas kleiner Bruder | 7          |

## Episodenliste
| Nr. | Originaltitel | Erstausstrahlung |
| --- | ------------- | ---------------- |
| 1   | Episode 1     | 8. Nov. 2022     |
| 2   | Episode 2     | 8. Nov. 2022     |
| 3   | Episode 3     | 9. Nov. 2022     |
| 4   | Episode 4     | 9. Nov. 2022     |
| 5   | Episode 5     | 15. Nov. 2022    |
| 6   | Episode 6     | 15. Nov. 2022    |
| 7   | Episode 7     | 16. Nov. 2022    |
| 8   | Episode 8     | 16. Nov. 2022    |

## Rezeption
Die Serie wurde überwiegend wohlwollend besprochen;

„Caroline Links erste Dramaserie handelt von psychischen Erkrankungen von Kindern und Jugendlichen - betont sachlich, aber trotzdem mit viel Gespür[…] Sehenswert macht die erste Dramaserie von Caroline Link vor allem zweierlei: Links Kunst der Schauspielerführung - verbunden mit einem ausgezeichneten Ensemble - und die fabelhaften Dialoge, die sie geschrieben hat, die peinliches Bemühen um Jugendsprech vermeiden.“

„«Safe», die erste Fernsehserie der Kino-Regisseurin Caroline Link, beobachtet in acht Folgen ihre vier Protagonisten mit großer Aufmerksamkeit. Man könnte diese Aufmerksamkeit auch als Zuneigung bezeichnen. […] Die Serie legt den Finger anders auf die Wunden, direkter und behutsamer, mit entschiedener, aber nicht auf billige Weise emotional dargestellter Parteinahme für diejenigen, die uns anvertraut sind. Zunächst einmal spielen die vier Kinder- und Jugenddarsteller ihre in Echtzeit mit viel Spiel-Raum gezeigten Sitzungen hervorragend, differenziert wie spontan. Hier ist nichts cheesy, die Kinder werden nicht ausgestellt.“

## Auszeichnungen
Blauer Panther – TV & Streaming Award 2023
- Auszeichnung für die beste Regie (Caroline Link)[3]

Grimme-Preis 2023
- Auszeichnung Grimme-Preis Spezial an Caroline Link „für die herausragende Leistung, das Seelenleben von Kindern in „Safe“ als handlungs- und spannungstragendes Erkenntniselement im Buch herauszuarbeiten und in der Regie mit den Kindern gemeinsam zu inszenieren“.[4]